# Church (Metro de Filadelfia)
Church  es una estación de ferrocarril en la línea Market–Frankford del Metro de Filadelfia. La estación se encuentra localizada en 4300 North Frankford Avenue en Filadelfia, Pensilvania. La estación Church fue inaugurada el 5 de noviembre de 1922. La Autoridad de Transporte del Sureste de Pensilvania (por sus siglas en inglés SEPTA) es la encargada por el mantenimiento y administración de la estación. 

## Descripción y servicios
La estación Church cuenta con 2 plataformas laterales y 2 vías.  La estación cuenta con el servicio de los trenes B operan entre las 7:00 a. m. a 9:00 a. m., y de 4:30 p. m. a 5:30 p. m. desde Frankford Transportation Center y 69th Street Transportation Center.

## Conexiones
La estación es abastecida por las siguientes conexiones: 
- Rutas de autobuses SEPTA: 3 y 5